# Purpurhjärtat
Purple Heart, formellt Purple Heart Medal (svenska: Amerikanska Purpurhjärtats medalj) är en amerikansk krigsdekoration som tilldelas soldater som blivit sårade/dödade i krigstjänst.
Det är ett silverhjärta med en avbildning av George Washington, som hänger i ett purpurfärgat band med vita kanter. Utmärkelsen infördes 1932, och retroaktivt, från och med 5 april 1917, fick alla som sårats i strid i amerikansk tjänst rätt att bära Purpurhjärtat. Purpurhjärtat är en av USA:s äldsta medaljer.
I andra världskriget delades 1 076 245 purpurhjärtan ut till amerikanska soldater.